# داستين فراي
داستين فراي (بالإنجليزية: Dustin Fry)‏ هو لاعب كرة قدم أمريكية أمريكي، ولد في 3 أكتوبر 1983 في سامرفيل في الولايات المتحدة.